# Undercover gaan
Undercover gaan of onder dekmantel gaan is het verhullen van de eigen identiteit of het aannemen van een andere identiteit, met als doel het vertrouwen te winnen van een persoon of organisatie om daarmee geheime informatie te verkrijgen of bewijzen te verzamelen van strafbare feiten of misstanden.
Undercover gaan wordt gebruikt door de politie en andere opsporingsdiensten, door geheime diensten, door journalisten en bedrijven.

## Justitiële opsporingsmethode
Politie en justitie gebruiken undercover als opsporingsmethode. Het dragen van burgerkleding (geen uniform) is de eenvoudigste vorm. Uitrusting zoals handboeien en pistool worden onzichtbaar gedragen. Hoewel dan uiterlijk niet te zien is dat de politieagent in functie is, kan de agent zich altijd legitimeren met zijn politielegitimatiebewijs. De recherche maakt veelvuldig gebruik van het in burger gaan.
Een verdergaande vorm van undercover is het zich voordoen als crimineel, ook wel aangeduid als infiltratie. Om als geloofwaardig crimineel over te komen kan het noodzakelijk zijn strafbare feiten te plegen. Een speciale vorm van infiltratie is het heimelijk overnemen van een criminele website. De Nederlandse politie runde in 2017 gedurende 27 dagen de site Hansa op het dark web, waar bezoekers onderling drugs verhandelden. De politie probeerde zo verkopers en kopers te achterhalen. Van 2016 tot 2017 heeft de Australische politie een jaar lang een groot kinderpornoforum gerund en daarbij ook zelf kinderporno geplaatst. Een moeder van een daarbij afgebeeld kind heeft kritiek op deze werkwijze.
Infiltratie kan levensgevaarlijk zijn. Als de criminelen merken dat er een infiltrant was, kan hun wraak vreselijk zijn.
Undercoverwerk is aan voorwaarden gebonden. De overheid geeft met (wettelijke) regelingen aan hoe ver politie en justitie mogen gaan. Deze regelingen verschillen per land.

### Nederland
Een undercoveroperatie als opsporingsmethode is in Nederland slechts onder zeer strikte voorwaarden toegestaan. Een uitputtende omschrijving van de bijzondere opsporingsbevoegdheden van de politie is opgenomen in het Wetboek van Strafvordering. In Nederland worden infiltratieactiviteiten uitgevoerd door een speciale eenheid van de Landelijke Eenheid, de eenheid Werkt Onder Dekmantel (WOD) van de Dienst Specialistische Recherche Toepassingen (DSRT). De WOD voert infiltratieactiviteiten uit, verzamelt informatie, doet pseudoaankopen en zorgt voor adequate ondersteuning van de infiltrant.
Infiltratie door politiefunctionarissen en door niet-criminele burgers is wettelijk toegestaan. Het gebruik maken van een criminele burgerinfiltrant is verboden, behalve voor de opsporing van terroristische misdrijven. Overwogen wordt dit verbod op te heffen zodat criminele burgerinfiltranten ook voor de opsporing van andere dan terroristische misdrijven kunnen worden ingezet.

### België
In België wordt er een onderscheid gemaakt tussen de klassieke infiltratie en tussen de online infiltratie. Beide vormen worden strikt geregeld door het Wetboek van Strafvordering.

#### Klassieke infiltratie
Klassieke infiltraties worden in België geregeld in artikel 47octies van het Wetboek van Strafvordering. Een infiltratie wordt gedefinieerd als het door een politieambtenaar, infiltrant genoemd, onder een fictieve identiteit, duurzaam contact onderhouden met een of meerdere personen, waarvan er ernstige aanwijzingen zijn dat zij strafbare feiten in het kader van een criminele organisatie of misdaden of wanbedrijven als bedoeld in artikel 90ter, §§ 2 tot 4 Wetboek van Strafvordering plegen of zouden plegen.
Vooraleer de politiediensten kunnen overgaan tot infiltratie, moet de procureur des Konings in het kader van een opsporingsonderzoek een machtiging verlenen indien het onderzoek dat vereist en de overige middelen van het onderzoek niet lijken te volstaan om de waarheid aan het licht te brengen. Infiltratie is dus een laatste redmiddel. De machtiging kan in spoedeisende gevallen ook mondeling worden gegeven.
De procureur dient in een afzonderlijke schriftelijke beslissing te vermelden welke misdrijven de infiltranten mogen plegen in het kader van de infiltratie. In elk geval mogen de door de infiltrant gepleegde strafbare feiten niet ernstiger zijn dan die waarvoor de infiltratie wordt aangewend en evenredig zijn aan het nagestreefde doel.

#### Online infiltratie
Online infiltratie wordt geregeld in artikel 46sexies van het Wetboek van Strafvordering, dat werd ingevoerd bij de wet van 25 december 2016. Online infiltratie wordt gedefinieerd als het contact onderhouden op het internet onder een fictieve identiteit met een of meerdere personen waarvan er ernstige aanwijzingen zijn dat zij strafbare feiten die een correctionele hoofdgevangenisstraf van een jaar of een zwaardere straf tot gevolg kunnen hebben, plegen of zouden plegen.
Deze onderzoeksmaatregel wordt door de procureur des Konings bevolen met een voorafgaandelijke en met redenen omklede schriftelijke machtiging. Deze machtiging is geldig voor een termijn van drie maanden, maar kan worden vernieuwd.

## Staatsveiligheid
Geheime diensten gebruiken undercoveragenten om ogen en oren te hebben bij organisaties en personen die als staatsgevaarlijk worden beschouwd, zoals terroristische organisaties. Militaire en andere inlichtingendiensten gebruiken undercoveragenten om (militaire) informatie te vergaren in en over andere landen die een (potentieel) gevaar vormen voor de eigen soevereiniteit. 

## Journalistiek en media
Onderzoeksjournalisten en documentairemakers gaan soms undercover om door te kunnen dringen tot ontoegankelijke milieus of locaties om maatschappelijke ontwikkelingen te onderzoeken en hiervan verslag te doen. Ze maken zich dan niet als journalist bekend en gebruiken verborgen camera’s of andere opnameapparatuur om hun bevindingen vast te leggen. Zo nodig vermommen ze hun uiterlijk of gebruiken ze een schuilnaam (bijvoorbeeld op internetfora).
De Belgische Raad voor de Journalistiek stelt strikte voorwaarden aan de professionele aanvaardbaarheid van undercover gaan.
Voorbeelden van undercoverjournalisten zijn Gunther Wallraff, Peter R. de Vries, Alberto Stegeman, Stella Braam, Donal MacIntyre, Serge Simonart en Luk Alloo. Een voorbeeld van een televisieprogramma is Undercover in Nederland.

## Bescherming tegen undercover
Het aannemen van een andere identiteit is op zich niet strafbaar. Zo mag een lobbyist zich voordoen als journalist om informatie te vergaren. Maar zodra het undercover gaan wordt gebruikt om iemand te benadelen worden strafbare feiten gepleegd als smaad, chantage, valsheid in geschrifte, oplichting enz.

### Privacy
Undercoverwerk door politie, geheime diensten en journalisten staat vaak op gespannen voet met de privacy van organisaties en burgers. Daarom gelden voor opsporingsdiensten strikte wettelijke regels wanneer en in welke mate undercover gaan mag worden ingezet. Voor journalisten geldt dat ze zich moeten houden aan de privacywetgeving en dat een benadeelde zich kan wenden tot een rechter om publicatie of uitzending te verbieden en om schadevergoeding. De rechter zal afwegen of het maatschappelijk belang dat wordt gediend met het undercover gaan opweegt tegen de schending van de belangen van een bedrijf of organisatie of de schending van de persoonlijke levenssfeer van burgers.

## Trivia
- In het Sherlock Holmes-verhaal De vallei der verschrikking brengt een infiltrant het zelfs tot een leidinggevende positie in een criminele organisatie, zonder dat de criminelen iets in de gaten hebben. Als de organisatie opgerold is, blijkt dat de infiltrant in zijn positie geen enkel misdrijf heeft begaan.